# 費沙沙烈·海伊
馬克東·沙益·費沙·沙烈·海伊 （1952年—） ，是一名巴基斯坦政治家，巴基斯坦人民黨籍。曾任巴基斯坦內政部部長。他目前担任南亚足联(SAFF)主席和亚足联(AFC)的副主席和總裁。